# Vic Everaet
Victor (Vic) Leon Marie Everaet (Gooik, 28 februari 1934 - Opwijk, 28 oktober 2017) was een Belgisch christendemocratisch politicus uit de Vlaams-Brabantse gemeente Opwijk.

## Familie
Vic Everaet was de oudste zoon van de Gooikse burgemeester Cyriel Everaet en van Joséphine Uyttenhove. In 1962 huwde hij met Anne-Marie Lindemans, de dochter van Paul Lindemans, uit een notabele West-Brabantse familie. Beiden zijn verwant met o.a. de familie Borginon. Hij was de vader van televisiepresentatrice Kerlijne Everaet en de oom van de choreografe Anne Teresa De Keersmaeker. Zijn zoon huwde met de kleindochter van Karel Verwilghen, secretaris-generaal voor Arbeid en Sociale Voorzorg (1934-1942) en docent Arbeidsrecht aan de KU Leuven (1939-1953).

## Openbare ambten
Everaet studeerde van 1963 tot 1966 in Leuven en werd beroepshalve directeur op het ministerie van onderwijs en voor geruime tijd ook voorzitter van Kind en Gezin. Van 1981 tot 1992 was hij bovendien adviseur van staatssecretaris Paul De Keersmaeker op diens kabinet.
In 1977 werd hij gemeenteraadslid te Opwijk en fractieleider van de toenmalige CVP. Gedurende verschillende ambtsperioden zou hij er schepen worden en van 1995 tot 2000 was hij er burgemeester. In 2007 kreeg hij hiervoor het ereburgemeesterschap toegewezen.
Op nationaal vlak was hij enkele legislaturen eerste opvolger in de Senaat.

## Auteur
In het jaar 2012 bestond de Sint-Pauluspaardenprocessie 110 jaar. Naar aanleiding hiervan schreef Everaet samen met Johan Van Wiele het boek 110 jaar Sint-Pauluspaardenprocessie. Hij deed de opzoekingen en de interviews, schreef de basisteksten en zorgde voor de documentatie en foto's. Johan Van Wiele verzorgde de samenstelling, de tekstbewerking en de lay-out ervan. Het boek werd op 27 april 2012 voorgesteld tijdens een presentatie in het Hof Ten Hemelrijk.
Hij overleed in 2017 na een slepende ziekte.